# Тшебіна (Опольське воєводство)
Тшебіна (пол. Trzebina, нім. Kunzendorf) — село в Польщі, у гміні Любжа Прудницького повіту Опольського воєводства.
Населення — 792 особи (2011).

## Демографія
Демографічна структура станом на 31 березня 2011 року:
|          | Загалом | Допрацездатний вік | Працездатний вік | Постпрацездатний вік |
| -------- | ------- | ------------------ | ---------------- | -------------------- |
| Чоловіки | 372     | 65                 | 260              | 47                   |
| Жінки    | 420     | 77                 | 247              | 96                   |
| Разом    | 792     | 142                | 507              | 143                  |